# Verónica Forqué
Verónica Forqué Vázquez-Vigo (Madrid, 1 de diciembre de 1955-Ib., 13 de diciembre de 2021) fue una actriz y directora española, galardonada con cuatro Premios Goya, récord que comparte junto a la actriz Carmen Maura. Tenía un don para los personajes "entre ridículos y tiernos, atónitos y vehementes".
En su filmografía notable, se destacó por participar en películas dirigidas por Pedro Almodóvar como ¿Qué he hecho yo para merecer esto? y Kika. Trabajó con directores aclamados, entre ellos Carlos Saura, Luis García Berlanga y Fernando Trueba. Además fue seleccionada por Stanley Kubrick para el doblaje en español de Shelley Duvall en El resplandor.
A pesar de tener una amplia trayectoria en cine y televisión, Forqué dio a conocer en varias entrevistas que trabajar en el teatro era lo que más le gustaba hacer como artista.

## Biografía
Fue hija del director y productor José María Forqué y de la escritora Carmen Vázquez-Vigo, hermana del director Álvaro Forqué (1953-2014) y nieta del músico y compositor José Vázquez Vigo.
Estudió arte dramático e inició la carrera de psicología, esta última nunca concluida. Se inició en el mundo del cine trabajando en películas de su padre a inicios de los setenta, hasta llegar a convertirse en una actriz de comedia durante la década de los ochenta, período en el que consiguió diversos Premios Goya.
Forqué trabajó en una de las películas más aclamadas internacionalmente, El resplandor (1980), película de terror psicológico basada en la novela de Stephen King y dirigida por Stanley Kubrick. Fue la encargada de doblar a Shelley Duvall en la versión española. En una entrevista, Forqué mencionó: "No me eligió porque me hubiera visto como actriz, sino porque mi timbre de voz era muy parecido al de Shelley Duvall. El director de doblaje, Carlos Saura, le mandó las voces de varias actrices y Kubrick eligió mi voz. Me dio una alegría enorme. Cuando entré en la sala de doblaje y me pusieron la primera toma, sentía una enorme responsabilidad, pero creo que Kubrick quedó muy contento", terminaba diciendo sobre esta experiencia profesional.
El gran salto en la carrera cinematográfica de Verónica Forqué se produjo cuando Pedro Almodóvar la convirtió en la entrañable Cristal de ¿Qué he hecho yo para merecer esto? (1984).
A lo largo de su carrera trabajó con Fernando Trueba en Sé infiel y no mires con quién y El año de las luces, película por la que obtuvo su primer Goya como actriz de reparto.
Su amistad con Fernando Colomo se tradujo en dos comedias de gran éxito Bajarse al moro y La vida alegre, por esta última película, se le otorgó su primer Goya como actriz protagonista; y en ese mismo año, (1988) también ganó un segundo Goya como actriz de reparto por Moros y cristianos, de Luis García Berlanga. Fue la primera intérprete femenina en ganar dos Goya en la misma ceremonia, cosa que no ocurriría hasta 29 años después, cuando la actriz Emma Suárez en 2017 también ganó dos Goya en el mismo año.
A principios de los noventa, comenzó su colaboración con Manuel Gómez Pereira en las comedias Salsa rosa o ¿Por qué lo llaman amor cuando quieren decir sexo?, colaboración que se repitió en 2005 con Reinas. En 1993, obtuvo un cuarto Goya por su papel protagonista en Kika, de Pedro Almodóvar, con quien había trabajado anteriormente en ¿Qué he hecho yo para merecer esto? y Matador.

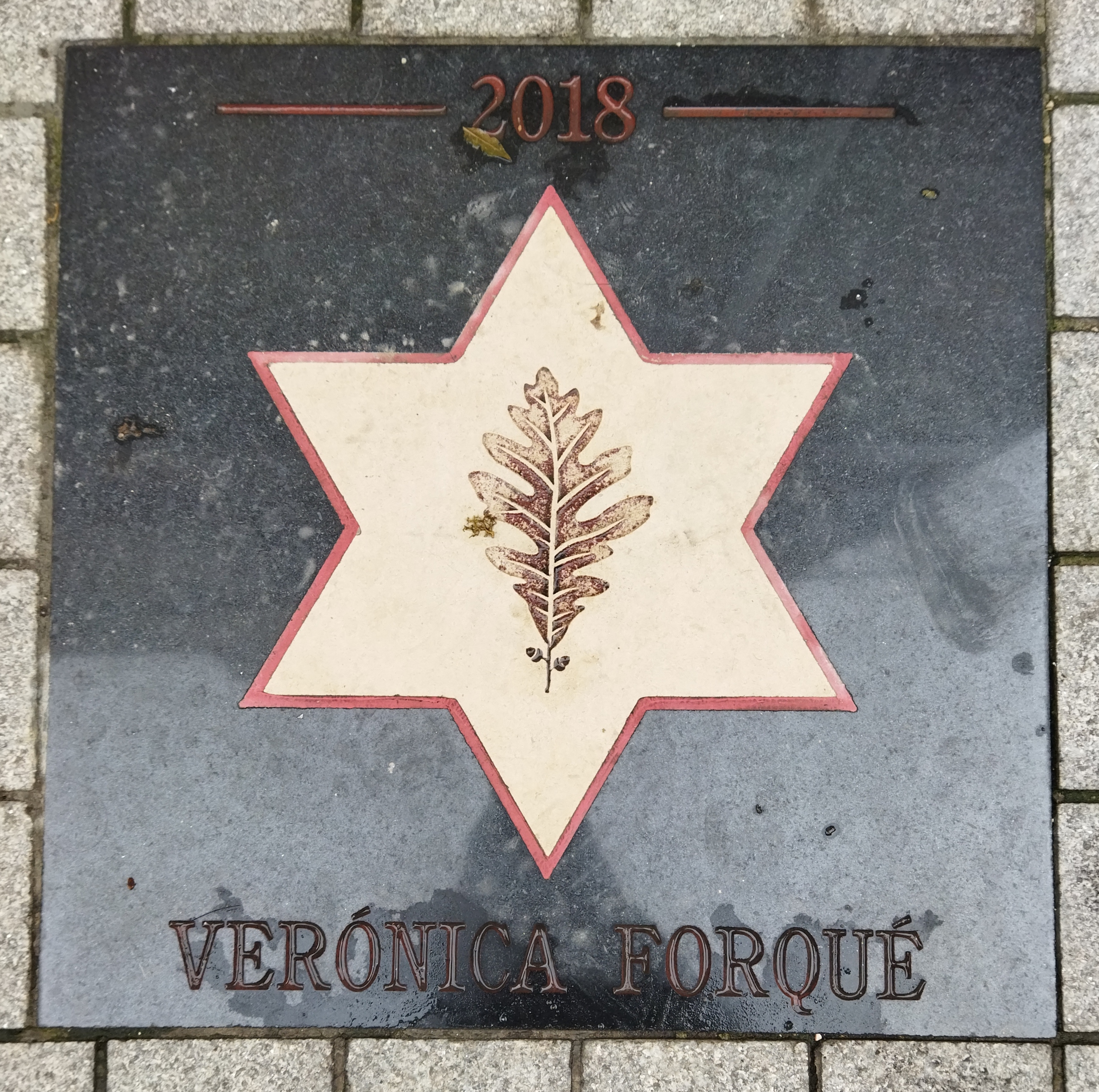
Placa dedicada a Forqué en el Teatro Manuel Gullón de Astorga

También en la televisión ganó gran popularidad, en series como Ramón y Cajal (1982), El jardín de Venus (1983), Platos rotos (1988), Eva y Adán, agencia matrimonial (1990-1991) y Pepa y Pepe (1995). Entre 2014 y 2015 participó en la octava temporada de la serie de ficción La que se avecina, interpretando al personaje secundario de Teresa Sáenz de Tejada —alcaldesa—.
En el teatro, destaca el papel de Carmela en la primera representación de la obra de José Sanchis Sinisterra, ¡Ay, Carmela! (1986). Otras obras importantes en su haber son: ¡Sublime decisión! (1984), Bajarse al moro (1985), formando parte también de la versión cinematográfica de Fernando Colomo, Doña Rosita la soltera (2004), La abeja reina (2009) y Shirley Valentine (2011). Como directora escénica se puso al frente del montaje de la obra Adulterios, de Woody Allen en 2009.

## Vida personal y fallecimiento

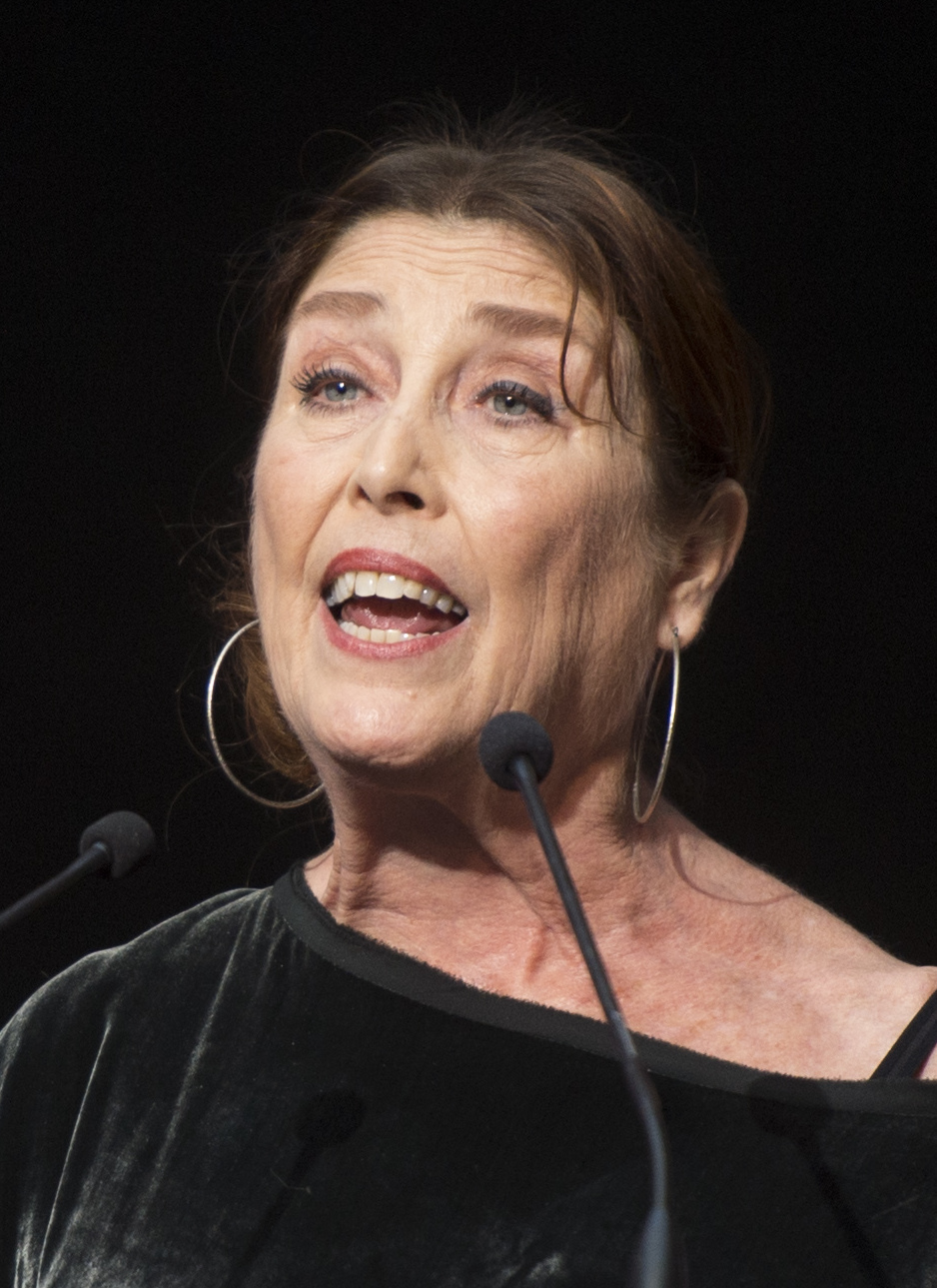
Verónica Forqué durante Pregón de La Noche de los Teatros 2019.

En cuanto a su vida personal, en el verano de 1980 inició un romance con el también actor Joaquín Kremel. En 1981, se casó con el director de cine Manuel Iborra, de quien se divorció en 2014. Tuvieron una hija en común, María Clara Iborra Forqué.
El 13 de diciembre de 2021, se suicidó en su casa de Madrid por ahorcamiento. La actriz ya había intentado suicidarse en al menos otra ocasión recientemente.Esto sucedió a nueve días de estrenarse la última producción de la que formó parte, titulada A 1000 km de la Navidad.

## Filmografía
| Año  | Título                                             | Personaje                | Director                        |
| ---- | -------------------------------------------------- | ------------------------ | ------------------------------- |
| 1972 | Mi querida señorita                                | Chica                    | Jaime de Armiñán                |
| 1974 | Una pareja... distinta                             | Empleada                 | José María Forqué               |
| 1975 | País, S.A.                                         | Hija Sra. Pesón          | Antonio Fraguas 'Forges'        |
| 1976 | Madrid, Costa Fleming                              | Choni                    | José María Forqué               |
| 1976 | El segundo poder                                   | Laurencia                | José María Forqué               |
| 1977 | La guerra de papá                                  | Vitora                   | Antonio Mercero                 |
| 1977 | La última bandera                                  | Louise Lang              | Ottokar Runze                   |
| 1978 | Las truchas                                        | Lolín Rodríguez Merino   | José Luis García Sánchez        |
| 1978 | Los ojos vendados                                  | Alumna                   | Carlos Saura                    |
| 1978 | Tiempos de constitución                            | Verónica                 | Rafael Gordon                   |
| 1980 | El canto de la cigarra                             | Bisbi                    | José María Forqué               |
| 1980 | Todos me llaman Gato                               | Rosa                     | Raúl Peña                       |
| 1980 | El resplandor                                      | Doblaje - Shelley Duvall | Stanley Kubrick                 |
| 1984 | ¿Qué he hecho yo para merecer esto?                | Cristal                  | Pedro Almodóvar                 |
| 1985 | Sé infiel y no mires con quién                     | Silvia                   | Fernando Trueba                 |
| 1986 | Matador                                            | Periodista               | Pedro Almodóvar                 |
| 1986 | El orden cómico                                    | Carmencita               | Álvaro Forqué                   |
| 1986 | Romanza final (Gayarre)                            | Alicia                   | José María Forqué               |
| 1986 | El año de las luces                                | Irene                    | Fernando Trueba                 |
| 1987 | Caín                                               | Madre Caín               | Manuel Iborra                   |
| 1987 | Madrid                                             | Lucía                    | Basilio Martín Patino           |
| 1987 | La vida alegre                                     | Ana                      | Fernando Colomo                 |
| 1987 | Moros y cristianos                                 | Monique                  | Luis García Berlanga            |
| 1989 | Bajarse al moro                                    | Chusa                    | Fernando Colomo                 |
| 1989 | El baile del pato                                  | Bea                      | Manuel Iborra                   |
| 1990 | Don Juan, mi querido fantasma                      | Señora de Marquina       | Antonio Mercero                 |
| 1992 | Salsa rosa                                         | Ana                      | Manuel Gómez Pereira            |
| 1992 | Orquesta Club Virginia                             | Presentadora             | Manuel Iborra                   |
| 1993 | ¿Por qué lo llaman amor cuando quieren decir sexo? | Gloria                   | Manuel Gómez Pereira            |
| 1993 | Kika                                               | Kika                     | Pedro Almodóvar                 |
| 1994 | Amor propio                                        | Juana Miranda            | Mario Camus                     |
| 1997 | ¿De qué se ríen las mujeres?                       | Luci                     | Joaquín Oristrell               |
| 1997 | El tiempo de la felicidad                          | Julia                    | Manuel Iborra                   |
| 1999 | Pepe Guindo                                        | Sastra                   | Manuel Iborra                   |
| 2001 | Sin vergüenza                                      | Isabel                   | Joaquín Oristrell               |
| 2001 | I Love You Baby                                    | Carmen                   | Alfonso Albacete y David Menkes |
| 2001 | Tiempos de azúcar                                  | Isabel                   | Juan Luis Iborra                |
| 2001 | Clara y Elena                                      | Clara                    | Manuel Iborra                   |
| 2005 | Reinas                                             | Nuria                    | Manuel Gómez Pereira            |
| 2006 | La dama boba                                       | Otavia                   | Manuel Iborra                   |
| 2008 | Enloquecidas                                       | Bárbara                  | Juan Luis Iborra                |
| 2012 | Ali                                                | Alicia                   | Paco R. Baños                   |
| 2016 | Tenemos que hablar                                 | Patricia                 | David Serrano                   |
| 2017 | Toc Toc                                            | Paciente                 | Vicente Villanueva              |
| 2018 | Hacerse mayor y otros problemas                    | Tía Laura                | Clara Martínez Lázaro           |
| 2019 | Remember me                                        | Ms. Marcos               | Martín Rosete                   |
| 2019 | Salir del ropero                                   | Sofía                    | Ángeles Reiné                   |
| 2021 | A 1000 km de la Navidad                            | Blanca                   | Álvaro Fernández Armero         |
| 2022 | Espejo, espejo                                     | Madre Álvaro             | Marc Crehuet                    |

| Año       | Título                                   | Cadena                  | Personaje                    | Notas        |
| --------- | ---------------------------------------- | ----------------------- | ---------------------------- | ------------ |
| 1974      | Juan y Manuela                           | La 1                    | Chica                        | 1 episodio   |
| 1974      | Silencio, estrenamos                     | La 1                    | La Meritoria                 | 5 episodios  |
| 1977-1978 | Novela                                   | La 1                    | Isla                         | 6 episodios  |
| 1978      | Curro Jiménez                            | La 1                    | Nieves                       | 1 episodio   |
| 1979-1982 | Estudio 1                                | La 1                    | Varios personajes            | 4 episodios  |
| 1980      | El español y los siete pecados capitales | La 1                    | Verónica                     | 4 episodios  |
| 1982      | Ramón y Cajal                            | La 1                    | Silveira Fañanás García      | 9 episodios  |
| 1983      | El jardín de Venus                       | La 1                    | Fiammetta                    | 5 episodios  |
| 1983      | Nunca es tarde                           | La 1                    | Pilar                        | 4 episodios  |
| 1985      | Goya                                     | La 1                    | Condesa de Chinchón          | 1 episodio   |
| 1985-1986 | Platos rotos                             | La 1                    | Loli                         | 13 episodios |
| 1987      | ¡Sublime decisión!                       | La 1                    | Florita                      | Telefilme    |
| 1987      | Bajarse al moro                          | La 1                    | Chusa                        | Telefilme    |
| 1990-1991 | Eva y Adán, agencia matrimonial          | La 1                    | Eva Salvador                 | 20 episodios |
| 1991      | Las chicas de hoy en día                 | La 1                    | Ella misma                   | 1 episodio   |
| 1994      | La mujer de tu vida: La mujer vacía      | La 1                    | Pino                         | 1 episodio   |
| 1995      | Pepa y Pepe                              | La 1                    | Pepa                         | 34 episodios |
| 2000      | ¡Ay, Carmela!                            | La 1                    | Carmela                      | 1 episodio   |
| 2003      | La vida de Rita                          | La 1                    | Rita                         | 5 episodios  |
| 2003      | El club de la comedia                    | La 2                    | Ella misma - Invitada        | 1 programa   |
| 2004      | El inquilino                             | Antena 3                | Taxista                      | 1 episodio   |
| 2011      | Hospital Central                         | Telecinco               | Amalia Vilches               | 1 episodio   |
| 2011      | Dues dones divines                       | TV3                     | Piluca                       | 12 episodios |
| 2014-2015 | La que se avecina                        | Telecinco               | María Teresa Sáenz de Tejada | 7 episodios  |
| 2016      | El hombre de tu vida                     | La 1                    | Pilar                        | 2 episodios  |
| 2017      | El fin de la comedia                     | Comedy Central          | Ella misma                   | 1 episodio   |
| 2018-2019 | Capítulo 0                               | #0                      | Varios personajes            | 2 episodios  |
| 2019      | Días de Navidad                          | Netflix                 | Adela                        | 1 episodio   |
| 2020      | Amar es para siempre                     | Antena 3                | Amparo Sáez de Abascal       | 4 episodios  |
| 2020      | Señoras del (h)AMPA                      | Prime Video / Telecinco | Cándida Murillo              | 1 episodio   |
| 2021      | MasterChef Celebrity                     | La 1                    | Concursante                  | 12 programas |
| 2021      | Cuento de Navidad de la SER: Pinocho     | Cadena SER              | Tita                         | Podcast      |
| 2023      | Pobre diablo                             | HBO Max                 | Rose (Voz)                   | 4 episodios  |

| Año  | Título                                  | Notas     |
| ---- | --------------------------------------- | --------- |
| 1975 | Divinas palabras                        | Actriz    |
| 1978 | El zoo de cristal                       | Actriz    |
| 1980 | María, la mosca                         | Actriz    |
| 1980 | Casa con dos puertas mala es de guardar | Actriz    |
| 1982 | Agnus Dei                               | Actriz    |
| 1984 | ¡Sublime decisión!                      | Actriz    |
| 1985 | Bajarse al moro                         | Actriz    |
| 1987 | ¡Ay, Carmela!                           | Actriz    |
| 1997 | Las sillas                              | Actriz    |
| 2000 | La tentación vive arriba                | Directora |
| 2003 | El sueño de una noche de verano         | Actriz    |
| 2004 | Doña Rosita la soltera                  | Actriz    |
| 2006 | ¡Ay, Carmela!                           | Actriz    |
| 2008 | Adulterios                              | Directora |
| 2009 | La abeja reina                          | Actriz    |
| 2011 | Shirley Valentine                       | Actriz    |
| 2014 | Así es, si así fue                      | Actriz    |
| 2015 | Buena Gente                             | Actriz    |
| 2016 | Los hilos de vulcano                    | Actriz    |
| 2016 | La respiración                          | Actriz    |
| 2018 | Los cuerpos perdidos                    | Actriz    |
| 2019 | El último rinoceronte blanco            | Actriz    |
| 2019 | Las cosas que sé que son de verdad      | Actriz    |
| 2020 | Españolas, Franco ha muerto             | Directora |

## Premios y candidaturas
| Año  | Categoría                                  | Película            | Resultado |
| ---- | ------------------------------------------ | ------------------- | --------- |
| 1986 | Mejor interpretación femenina de reparto   | El año de las luces | Ganadora  |
| 1987 | Mejor interpretación femenina protagonista | La vida alegre      | Ganadora  |
| 1987 | Mejor interpretación femenina de reparto   | Moros y cristianos  | Ganadora  |
| 1989 | Mejor interpretación femenina protagonista | Bajarse al moro     | Nominada  |
| 1994 | Mejor interpretación femenina protagonista | Kika                | Ganadora  |

| Año  | Categoría                 | Obra                            | Resultado |
| ---- | ------------------------- | ------------------------------- | --------- |
| 2020 | Mejor actriz protagonista | Las cosas que sé que son verdad | Ganadora  |

| Año  | Categoría                                       | Película/Serie                  | Resultado |
| ---- | ----------------------------------------------- | ------------------------------- | --------- |
| 1993 | Mejor interpretación protagonista de cine       | Kika                            | Nominada  |
| 1995 | Mejor interpretación protagonista de televisión | Pepa y Pepe                     | Nominada  |
| 2020 | Mejor interpretación protagonista de teatro     | Las cosas que sé que son verdad | Ganadora  |

| Año  | Categoría                      | Película/Serie/Montaje                                  | Resultado |
| ---- | ------------------------------ | ------------------------------------------------------- | --------- |
| 1983 | Mejor intérprete de televisión | El jardín de Venus                                      | Nominada  |
| 1985 | Mejor intérprete de televisión | Platos rotos                                            | Ganadora  |
| 1985 | Mejor intérprete de teatro     | Bajarse al moro ¡Sublime decisión!                      | Nominada  |
| 1989 | Mejor actriz de cine           | Bajarse al moro El baile del pato                       | Nominada  |
| 1990 | Mejor actriz de televisión     | Eva y Adán, agencia matrimonial                         | Ganadora  |
| 1993 | Mejor actriz de cine           | Kika ¿Por qué lo llaman amor cuando quieren decir sexo? | Ganadora  |
| 1995 | Mejor actriz de televisión     | Pepa y Pepe                                             | Nominada  |

| Año  | Categoría                  | Serie                           | Resultado |
| ---- | -------------------------- | ------------------------------- | --------- |
| 1990 | Mejor actriz de televisión | Eva y Adán, agencia matrimonial | Ganadora  |
| 1995 | Mejor actriz de televisión | Pepa y Pepe                     | Ganadora  |

| Año  | Categoría                     | Película                      | Resultado |
| ---- | ----------------------------- | ----------------------------- | --------- |
| 1987 | Mejor actriz española         | La vida alegre                | Ganadora  |
| 2004 | Premio Especial de la Crítica | Premio Especial de la Crítica | Ganadora  |

| Año  | Categoría               | Película                            | Resultado |
| ---- | ----------------------- | ----------------------------------- | --------- |
| 1986 | Mejor actriz de reparto | ¿Qué he hecho yo para merecer esto? | Ganadora  |

| Año  | Categoría                                | Resultado |
| ---- | ---------------------------------------- | --------- |
| 2018 | Premio Feroz de Honor a toda una carrera | Ganadora  |

| Año  | Categoría                          | Película      | Resultado |
| ---- | ---------------------------------- | ------------- | --------- |
| 2001 | Biznaga de Plata a la Mejor actriz | Sin vergüenza | Ganadora  |
| 2005 | Premio Málaga                      | Premio Málaga | Ganadora  |

| Año  | Categoría             | Película              | Resultado |
| ---- | --------------------- | --------------------- | --------- |
| 2018 | Premio José Sacristán | Premio José Sacristán | Ganadora  |

| Año  | Categoría       | Resultado |
| ---- | --------------- | --------- |
| 2014 | Espiga de Honor | Ganadora  |

| Año  | Categoría    | Película                                           | Resultado |
| ---- | ------------ | -------------------------------------------------- | --------- |
| 1993 | Mejor actriz | ¿Por qué lo llaman amor cuando quieren decir sexo? | Ganadora  |